# Triumfetta mollissima
Triumfetta mollissima är en malvaväxtart som beskrevs av Carl Sigismund Kunth. Triumfetta mollissima ingår i släktet triumfettor, och familjen malvaväxter. Inga underarter finns listade i Catalogue of Life.